# Plumb
Tiffany Arbuckle Lee, född Tiffany Arbuckle 9 mars 1975 , i Indianapolis, Indiana) är en samtida kristen musik-sångerska  som använder artistnamnet Plumb. Hon uppträder inom olika genrer av musik, däribland alternativ rock, kristen alternativ rock, pop, dans och electronica.

## Familj
Tiffany är gift med Jeremy Lee (grundaren av FlatRock Management), och har tre barn: Salomon Fury Lee, Oliver Canon Lee och Clementine Fire Lee. De bor i en förort till Nashville, Tennessee.

## Historia

### Historia som gruppmedlem
Plumb växte upp i Fayetteville, Georgia, och började sin karriär som bakgrundssångerska. Hennes album candycoatedwaterdrops vann år 2000 Dove Award för "Modern Rock Album of the Year".
Plumb marknadsfördes som ett band under de tre första albumsläppen, som släpptes under Essential Records. Bandet fick sitt namn efter Suzanne Vegas låt "My Favorite Plum". 

### Solokarriär
Plumb ville lämna musikbranschen efter albumet 2000. Lee fick dock ett meddelande från en tjej ett par timmar innan vad hon trodde skulle bli hennes sista konsert. Brevet handlade om Plumbs låt "Damaged" som handlar om en flicka som behandlar sitt förflutna som antastat barn. I meddelandet stod det "Vad du än gör, vill jag att du aldrig glömmer att du har förrändrat någons liv." Det inspirerade Tiffany att stanna kvar i musikbranschen. Hon skrev 2003 kontrakt med Curb Records som soloartist, och släppte Beautiful Lumps of Coal. Huvudsingeln "Real" hamnade på plats 41 i UK Singles Chart. 
Hennes album Chaotic Resolve hamnade på plats 177 i Billboard Top 200 albumlistan den 9 mars 2006. Better nådde plats 1 på den amerikanska kristna spellistan.
Plumbs musik har varit med som soundtrack på stora filmer som Bruce den allsmäktige, Just Married, View from the Top, Brokedown Palace, Drive Me Crazy, The Perfect Man och Mom at Sixteen. Den har även varit med i TV-serier som Dawson's Creek, Felicity, Cityakuten, Roswell, One Tree Hill och The Vampire Diaries
Hon har även skrivit låtar till artister som Kimberley Locke och Mandy Moore. Amy Lee från Evanescence nämnde att Plumb var en av hennes inspirationskällor.
Hennes tredje soloalbum Blink släpptes den 9 oktober 2007. Den 19 maj 2009 meddelade hon att hon spelade in ett nytt album med titeln Beautiful History som utkom samma höst.
Den första singel från Beautiful history , "Hang On", blev etta på Billboard Hot Dance Cub Play år 2009 och blev dessutom den första singeln 2010 att nå topplats i Billboard Hot Dance Airplay-lista.
Den 4 februari 2010 kommenterade Plumb sitt nästa album via Facebook: "Nästa albums låtar håller på att utformas ... Jag ska dela med mig av tankar, graviditeten och arbetsprocessen av albumet med er alla via YouTube ... detaljer snart ... "

## Diskografi
Studioalbum
- 1997 – Plumb
- 1999 – candycoatedwaterdrops
- 2003 – Beautiful Lumps of Coal
- 2006 – Chaotic Resolve
- 2007 – Blink
- 2013 – Need You Now
- 2015 – Exhale
- 2018 – Beautifully Broken

Samlingsalbum
- 2000 – The Best of Plumb
- 2009 – Beautiful History[8]